# 냉혹한 학살자
냉혹한 학살자(La commare secca, The Grim Reaper)는 이탈리아에서 제작된 베르나르도 베르톨루치 감독의 1962년 범죄, 드라마, 미스터리 영화이다. 프란체스코 뤼우 등이 주연으로 출연하였다.

## 출연

### 주연
- 프란체스코 뤼우
- 지안칼로 드 로사

### 조연
- 빈센조 치코라
- 알프레도 레기
- 가브리엘라 조제리
- 카를로타 바릴리

## 제작진
- 제작총괄: 우고 투치
- 프로듀서: 토니노 세르비
- 의상: 아드리아나 스파다로